# East Longmeadow (Massachusetts)
East Longmeadow é uma cidade localizada no condado de Hampden no estado estadounidense de Massachusetts. No Censo de 2010 tinha uma população de 15.720 habitantes e uma densidade populacional de 464,17 pessoas por km².

## Geografia
East Longmeadow encontra-se localizado nas coordenadas 42° 03′ 35″ N, 72° 30′ 04″ O. Segundo o Departamento do Censo dos Estados Unidos, East Longmeadow tem uma superfície total de 33.87 km², da qual 33.69 km² correspondem a terra firme e (0.54%) 0.18 km² é água.

## Demografia
Segundo o censo de 2010, tinha 15.720 pessoas residindo em East Longmeadow. A densidade populacional era de 464,17 hab./km². Dos 15.720 habitantes, East Longmeadow estava composto pelo 94.52% brancos, o 1.41% eram afroamericanos, o 0.07% eram amerindios, o 2.4% eram asiáticos, o 0% eram insulares do Pacífico, o 0.48% eram de outras raças e o 1.13% pertenciam a duas ou mais raças. Do total da população o 2.27% eram hispanos ou latinos de qualquer raça.